# Dilobocondyla carinata
Dilobocondyla carinata – gatunek mrówki z podrodziny Myrmicinae.
Gatunek ten został opisany w 2013 roku przez Herberta Zettela i Haralda Brucknera na podstawie dwóch okazów robotnic, odłowionych w 2008 roku.
Robotnica ma ciało długości między 4,2 a 4,35 mm, ubarwione brązowo z czułkami ciemnobrązowymi z wyjątkiem żółtego trzonka, gaster czarniaowobrązowym z żółtym znakiem na przedzie pierwszego tergitu oraz jasnymi krętarzami i odsiebnymi częściami stóp. Powierzchnia głowy z grubymi, prawie regularnymi rowkami i prawie gładkimi przestrzeniami między nimi oraz silnie zaznaczonymi żeberkami czołowymi, sięgającymi jej tylnych naroży. Tył głowy z kanciastymi kątami i wklęsłą krawędzią między nimi. Na nadustku pięć podłużnych zmarszczek. Urzeźbienie mezosomy tworzy grube siateczkownie. Petiolus z silnie wyniesioną, ostrą listewką poprzeczną, z wierzchu bez urzeźbienia. Postpetiolus w widoku bocznym prawie trójkątny, w części przednio-grzbietowej opatrzony regularnymi, podłużnymi zmarszczkami.
Mrówka znana wyłącznie z filipińskiej wyspy Mindoro, z prowincji Oriental Mindoro.